# Équipe du Groenland masculine de volley-ball
L'équipe du Groenland de volley-ball est composée des meilleures joueurs groenlandais sélectionnées par la Fédération du Groenland de Volley-ball (en Groenlandais : Kalaallit Nunaanni Volleyballertartut Kattuffiat).
La Fédération de volley-ball du Groenland a été fondée le 15 mai 1983 à Paamiut. 
Pour la sélection féminine, voir Équipe du Groenland de volley-ball féminin.
Depuis 1999, le Groenland est membre de la Confédération européenne de volley-ball, ainsi que la Fédération internationale de volley-ball,.
Le Groenland est membre de l'International Island Games Association (IIGA) est participe au tournoi de volley-ball des Jeux des Îles.
L'équipe junior masculine participe au tournoi de volley-ball aux Jeux d'hiver de l'Arctique.

## Histoire
En 1989, l'équipe masculin ont assisté aux Jeux des Iles.
En 2007, le Groenland participe pour la première fois au Championnat d'Europe de volley-ball masculin des petits États, terminant le tournoi à la septième place.
En 2009, le Groenland termine troisième au tournoi de Volley-ball aux Jeux des Iles.

## Palmarès
| Compétition internationale Volley-ball aux Jeux olympiques - Vierge Championnat du monde de volley-ball masculin - Vierge Coupe du monde de volley-ball masculin - Vierge World Grand Champions Cup masculine - Vierge Ligue mondiale de volley-ball - Vierge | Compétition en Europe Championnat d'Europe de volley-ball masculin - Vierge Ligue européenne de volley-ball masculin - Vierge Volley-ball aux Jeux des Iles - 1985 : n'a pas participé - 1987 : n'a pas participé - 1989 : 6e - 1991 : 5e - 1993 : 4e - 1995 : 6e - 1997 : 7e - 1999 : n'a pas participé - 2001 : 7e - 2003 : 7e - 2005 : 7e - 2007 : 5e - 2009 : Troisième - 2011 : 7e - 2013 : 5 - 2015 : n'a pas participé - 2017 : 5e - 2019 : Championnat d'Europe de volley-ball masculin des petits États - 2000 : Non présente - 2002 : Non présente - 2005 : Non présente - 2007 : 7e - 2009 : Non présente - 2011 : Non présente - 2013 : Non présente - 2015 : Non présente - 2017 : Non présente |

Équipe junior du Groenland
Jeux d'hiver de l'Arctique
- 2000 : Finaliste [26]
- 2004 :
- 2006 :
- 2008 : Troisième [27]
- 2010 : Cinquième[28]
- 2012 : Cinquième[29]
- 2014 : Sixième[30]
- 2016 : Sixième[31]
- 2018 : Cinquième[32]
- 2020 :